# Natació als Jocs Olímpics d'estiu de 2012 - relleus 4x100 metres estils masculins
La prova dels relleus 4x100 metres estils masculins dels Jocs Olímpics d'Estiu de 2012 es va disputar el 3 i 4 d'agost al London Aquatics Centre.

## Rècords
Abans de la prova els rècords del món i olímpic existents eren els següents:
| Rècord del món | 3' 27" 28 | Estats Units · Aaron Peirsol (52.19) · Eric Shanteau (58.57) · Michael Phelps (49.72) · David Walters (46.80) | 2 d'agost de 2009  | Roma (Itàlia) | [ 2 ] [ 3 ] |
| Rècord olímpic | 3' 29" 34 | Estats Units · Aaron Peirsol (53.16) · Brendan Hansen (59.27) · Michael Phelps (50.15) · Jason Lezak (46.76)  | 17 d'agost de 2008 | Pequín (Xina) | [ 4 ]       |

No es produeix cap rècord durant la disputa de la prova.

## Medallistes
| Or                                                                            | Plata                                                                  | Bronze                                                                            |
| Estats Units · Nathan Adrian · Michael Phelps · Brendan Hansen · Matt Grevers | Japó · Takuro Fujii · Ryosuke Irie · Kosuke Kitajima · Takeshi Matsuda | Austràlia · James Magnussen · Matt Targett · Christian Sprenger · Hayden Stoeckel |

## Resultats

### Sèries
| Pos. | Sèrie | Línia | País            | Nedadors | Temps   | Notes |
| ---- | ----- | ----- | --------------- | --- | ------- | ----- |
| 1    | 2     | 4     | Estats Units    | Nick Thoman (53.31) Eric Shanteau (59.69) Tyler McGill (51.53) Cullen Jones (48.12)                          | 3:32.65 | Q     |
| 2    | 1     | 1     | Regne Unit      | Liam Tancock (53.98) Craig Benson (59.68) Michael Rock (51.66) Adam Brown (48.22)                            | 3:33.44 | Q     |
| 3    | 2     | 3     | Japó            | Ryosuke Irie (53.08) Kosuke Kitajima (59.47) Takeshi Matsuda (52.09) Takuro Fujii (49.00)                    | 3:33.64 | Q     |
| 4    | 1     | 4     | Austràlia       | Hayden Stoeckel (53.89) Brenton Rickard (59.95) Matt Targett (51.30) Tommaso D'Orsogna (48.59)               | 3:33.73 | Q     |
| 5    | 1     | 3     | Països Baixos   | Nick Driebergen (53.98) Lennart Stekelenburg (1:00.52) Joeri Verlinden (51.46) Sebastiaan Verschuren (47.82) | 3:33.78 | Q     |
| 6    | 2     | 5     | Alemanya        | Helge Meeuw (53.82) Christian vom Lehn (1:01.13) Steffen Deibler (51.18) Marco di Carli (48.15)              | 3:34.28 | Q     |
| 7    | 2     | 6     | Hongria         | László Cseh (53.78) Dániel Gyurta (59.63) Bence Pulai (52.47) Dominik Kozma (48.56)                          | 3:34.44 | Q     |
| 8    | 1     | 2     | Canadà          | Charles Francis (53.91) Scott Dickens (1:00.60) Joe Bartoch (52.43) Brent Hayden (47.52)                     | 3:34.46 | Q     |
| 9    | 2     | 2     | Nova Zelanda    | Gareth Kean (54.01) Glenn Snyders (59.00) Andrew McMillan (52.77) Carl O'Donnell (48.74)                     | 3:34.52 |       |
| 10   | 2     | 7     | França          | Camille Lacourt (53.63) Giacomo Perez d'Ortona (1:00.03) Romain Sassot (52.17) Yannick Agnel (48.77)         | 3:34.60 |       |
| 11   | 1     | 8     | R.P. de la Xina | Cheng Feiyi (53.70) Li Xiayan (1:00.96) Zhou Jiawei (51.44) Lu Zhiwu (48.55)                                 | 3:34.65 |       |
| 12   | 1     | 7     | Rússia          | Vladimir Morozov (53.99) Viatcheslav Sinkevich (1:00.80) Nikolay Skvortsov (51.83) Andrei Gretxin (48.32)    | 3:34.94 |       |
| 13   | 2     | 8     | Sud-àfrica      | Charl Crous (55.23) Cameron van der Burgh (58.96) Chad le Clos (51.83) Leith Shankland (49.21)               | 3:35.23 |       |
| 14   | 1     | 5     | Itàlia          | Mirco Di Tora (54.67) Fabio Scozzoli (1:00.28) Matteo Rivolta (53.10) Luca Dotto (48.83)                     | 3:36.88 |       |
| 15   | 1     | 6     | Brasil          | Thiago Pereira (54.45) Felipe França Silva (1:00.77) Kaio de Almeida (53.61) Marcelo Chierighini (48.17)     | 3:37.00 |       |
| 16   | 2     | 1     | Polònia         | Radosław Kawęcki (54.65) Dawid Szulich (1:01.39) Paweł Korzeniowski (52.40) Kacper Majchrzak (49.72)         | 3:38.16 |       |

### Final
| Pos.   | Línia | País          | Nedadors | Temps   | Notes |
| ------ | ----- | ------------- | --- | ------- | ----- |
| Or     | 4     | Estats Units  | Matt Grevers (52.58) Brendan Hansen (59.19) Michael Phelps (50.73) Nathan Adrian (46.85)                     | 3:29.35 |       |
| Argent | 3     | Japó          | Ryosuke Irie (52.92) Kosuke Kitajima (58.64) Takeshi Matsuda (51.20) Takuro Fujii (48.50)                    | 3:31.26 |       |
| Bronze | 6     | Austràlia     | Hayden Stoeckel (53.71) Christian Sprenger (59.05) Matt Targett (51.60) James Magnussen (47.22)              | 3:31.58 |       |
| 4      | 5     | Regne Unit    | Liam Tancock (53.40) Michael Jamieson (59.27) Michael Rock (51.74) Adam Brown (47.91)                        | 3:32.32 |       |
| 5      | 1     | Hongria       | László Cseh (53.40) Dániel Gyurta (59.01) Bence Pulai (51.82) Dominik Kozma (48.79)                          | 3:33.02 |       |
| 6      | 7     | Alemanya      | Helge Meeuw (53.78) Christian Vom Lehn (1:00.30) Steffen Deibler (50.91) Markus Deibler (48.07)              | 3:33.06 |       |
| 7      | 2     | Països Baixos | Nick Driebergen (53.79) Lennart Stekelenburg (1:00.24) Joeri Verlinden (51.86) Sebastiaan Verschuren (47.57) | 3:33.46 |       |
| 8      | 8     | Canadà        | Charles Francis (54.16) Scott Dickens (1:00.29) Joe Bartoch (52.32) Brent Hayden (47.42)                     | 3:34.19 |       |